# Povodna rovka
Povodna rovka (znanstveno ime Neomys fodiens) je vrsta rovke, ki je razširjena tudi v Sloveniji.

## Opis in biologija
Odrasle živali merijo v dolžino okoli 10 cm, rep pa meri okoli 8 cm. Odrasle živali tehtajo med 15 in 19 g.